# Uberlândia
Uberlândia város Brazília területén, Minas Gerais államban, melynek 2. legnagyobb települése. A régió fő gazdasági központja. Lakosainak száma 713 224 fő (2022).

## Nevének eredete
Egy hibás etimológia szerint (mely egyes hivatalos oldalakon is megjelenik) a település neve a latin uber és a német land összevonásából alakult, és jelentése „termékeny föld”. A valóságban a tupi nyelvű 'y beraba (csillogó víz) szóból ered, mely Uberaba város és Uberabinha folyó nevében is megjelenik. Az Uberlândia jelentése tehát „a csillogó víz földje”.

## Története
A Triângulo Mineiro környékét a 17. század végén kezdődő brazil aranyláz alatt derítették fel, azonban aranyat nem találtak, így a 19. század végéig jórészt benépesítetlen, üres hely volt. Az Ouro Preto felől nyugatra vándorló telepesek 1817-ben tanyákat alapítottak a mai Uberlândia helyén, mely idővel São Pedro de Uberabinha néven településsé fejlődött. Ekkor Uberaba község kerülete volt, melytől 1888-ban függetlenedett. 1929-ben felvette az Uberlândia nevet.

## Nevezetességei
A várostól kb. 30 km-re van a Panga Természetvédelmi Terület.

## Híres emberek
- Itt született Angelis Borges brazil újságíró (1988. május 11. –)

## Népessége
A város lakossága az elmúlt évtizedek alatt gyorsan növekedett:
| Év   | Lakosság |
| ---- | -------- |
| 1970 | 126 000  |
| 1980 | 241 000  |
| 1991 | 367 000  |
| 2000 | 501 000  |
| 2010 | 600 000  |
| 2020 | 670 000  |

Öt kerülete van: Uberlândia, Cruzeiro dos Peixotos, Martinésia (korábban Martinópolis), Miraporanga (korábban Santa Maria), Tapuirama.
| Lakosok száma | 501 214 | 604 013 | 699 097 | 706 597 | 713 224 |
|               | 2000    | 2010    | 2020    | 2021    | 2022    |

## Fordítás
- Ez a szócikk részben vagy egészben  az   Uberlandia című angol Wikipédia-szócikk fordításán alapul.  Az eredeti cikk szerkesztőit annak laptörténete sorolja fel. Ez a jelzés csupán a megfogalmazás eredetét és a szerzői jogokat jelzi, nem szolgál a cikkben szereplő információk forrásmegjelöléseként.